# Igreja dos Santos Quarenta Mártires (Tarnovo)

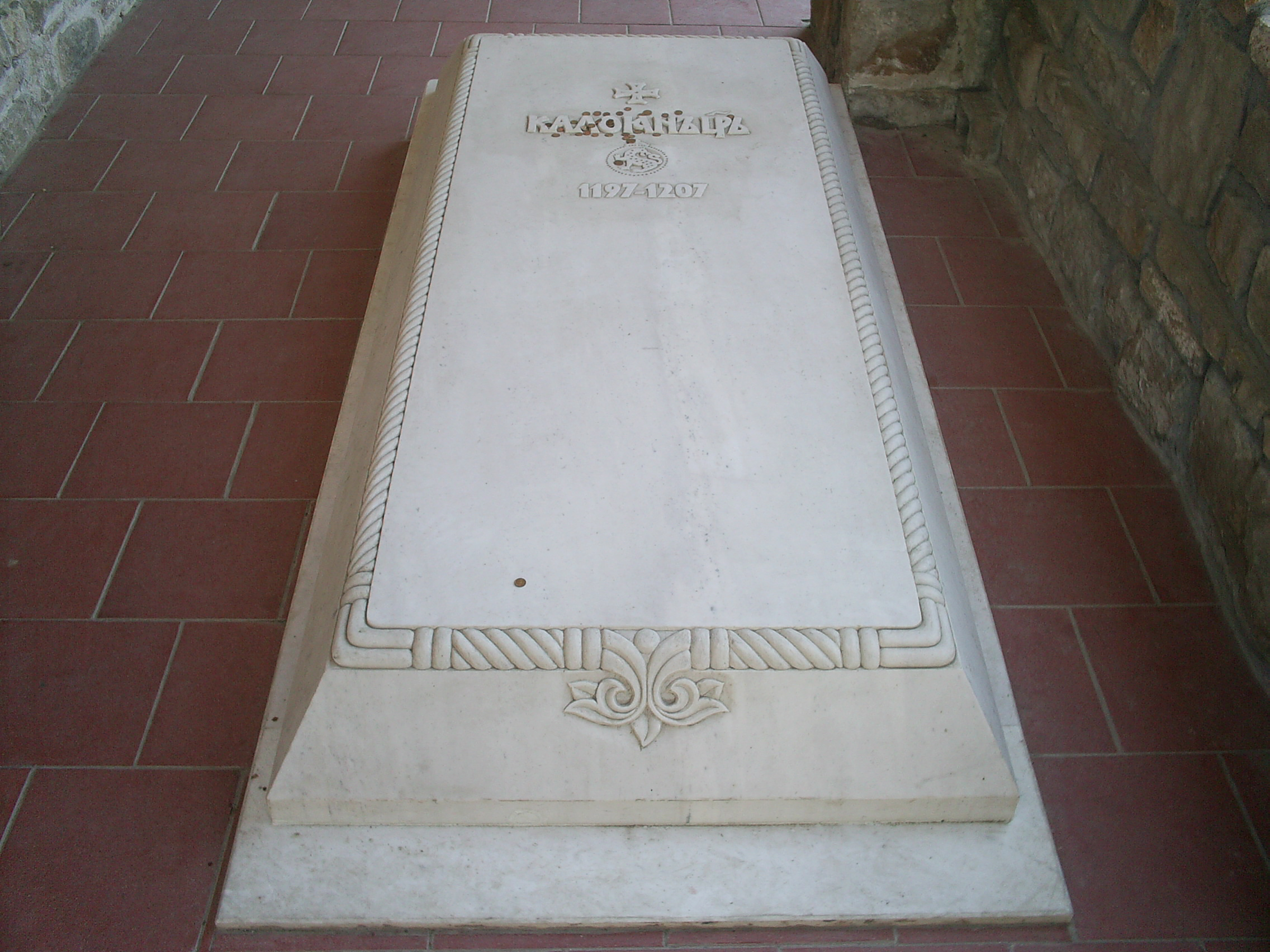
Túmulo do canasubigi Joanitzes

A Igreja dos Santos Quarenta Mártires ou Igreja dos Quarenta Santos Mártires (em búlgaro:  църква "Св. Четиридесет мъченици" - tsarkva "Sv. Chetirideset machenitsi") é uma igreja medieval ortodoxa construída em 1230 na cidade de Veliko Tarnovo, na Bulgária, a antiga capital do Segundo Império Búlgaro.

## Descrição

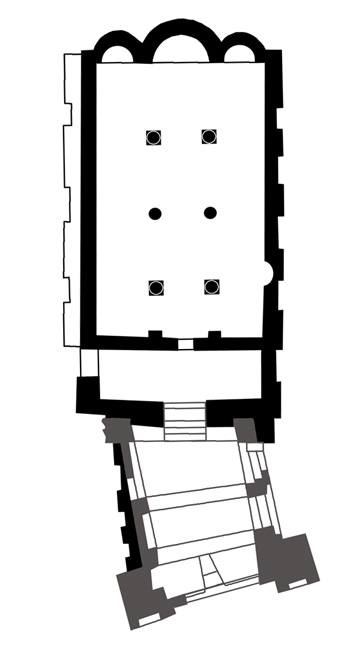
Plano da igreja

A igreja, uma basílica alongada com seis colunas, tem três absides semicirculares e um estreito nártex no lado oeste. Outro edifício foi construído depois neste mesmo lado. O interior foi coberto de murais provavelmente no ano da construção. No novo edifício oeste, restos da decoração exterior sobreviveram revelando os tradicionais arcos e pequenas placas de cerâmica colorida inseridas na parede. Não é claro se igreja tinha afrescos pintados nas paredes externas.
Alguns dos registros históricos mais importantes do Império Búlgaro foram preservados na igreja, incluindo a "Coluna de João Asen II", a "Coluna de Omurtague" e a coluna de Rodosto da época do cã Crum, estas duas últimas com inscrições em grego. A primeira, conhecida como "Inscrição de Omurtague em Tarnovo", trata da construção de um novo palácio às margens do Danúbio, ainda não localizado, e também traz um pedido para que as novas gerações se lembrem dos feitos de Omurtague. A segunda, sobre o "Forte de Rodostro", está de ponta cabeça. Estas colunas foram depositadas ali por João Asen II como um tributo aos seus poderosos ancestrais.

## História
A igreja, dedicada aos Quarenta Mártires de Sebaste, foi construída e pintada por ordem do imperador João Asen II em homenagem à sua importante vitória em Klokotnitsa sobre as forças do Despotado de Epiro, lideradas por Teodoro Ducas, em 9 de março de 1230. O nome da igreja veio naturalmente, pois a batalha ocorreu no dia da festa dos Quarenta Mártires. Uma igreja real durante o reinado de João Asen, ela era a principal igreja do mosteiro Grande Lavra, aos pés do Tsarevets na margem esquerda do rio Yantra.
São Sava, o mais importante santo da Igreja Ortodoxa Sérvia, foi enterrado primeiro ali quando morreu em 14 de janeiro de 1235 ou 1236 durante uma visita a Tarnovo, mas suas relíquias foram transladadas para a Reino da Sérvia logo depois disso, em 6 de maio de 1237.
Nos primeiros anos do domínio otomano, a igreja preservou seu caráter cristão, possivelmente até a primeira metade do século XVIII. Ela foi então convertida em mesquita, o que provocou a destruição dos murais, dos ícones e da iconóstase. Até mesmo a estrutura foi alterada em 1853 e apenas um número reduzido de pinturas foi preservado, primordialmente na metade norte do lado oeste do nártex.
Pesquisas arqueológicas na igreja se iniciaram já na década de 1850, mas as primeiras escavações só ocorreram em 1906 e 1914, depois de ela ter sido muito danificada num terremoto em 1913.
A pesquisa arqueológica sistemática da igreja começou em 1969. Três anos depois, uma sepultura real de um homem com 1,90m de altura foi escavada e incluía um enorme anel com 61,1g de ouro com uma imagem heráldica e a inscrição Kaloyanov prasten (КАЛОIAНОВ ПРЪСТЕНЪ, "Anel de Joanitzes) em negativo. Depois de extensivas obras de restauração, a Igreja dos Santos Quarenta Mártires foi totalmente renovada na década de 2000 e reaberta ao público em 14 de setembro de 2006. Ela foi restaurada às suas imagem e estrutura medievais. Depois da reconstrução, ela tem sido utilizada como local de repouso para os restos dos imperadores e nobres da Bulgária, incluindo Joanitzes.
A Igreja dos Santos Quarenta Mártires foi também o local do luxuoso casamento do ex-primeiro-ministro da Bulgária, Stefan Stambolov, com Polikseniya Kostaki Stanchova em 18 de maio de 1888. A independência da Bulgária do Império Otomano foi proclamada pelo tsar Fernando em 22 de setembro de 1908 na igreja.

## Galeria

Imagens da igreja
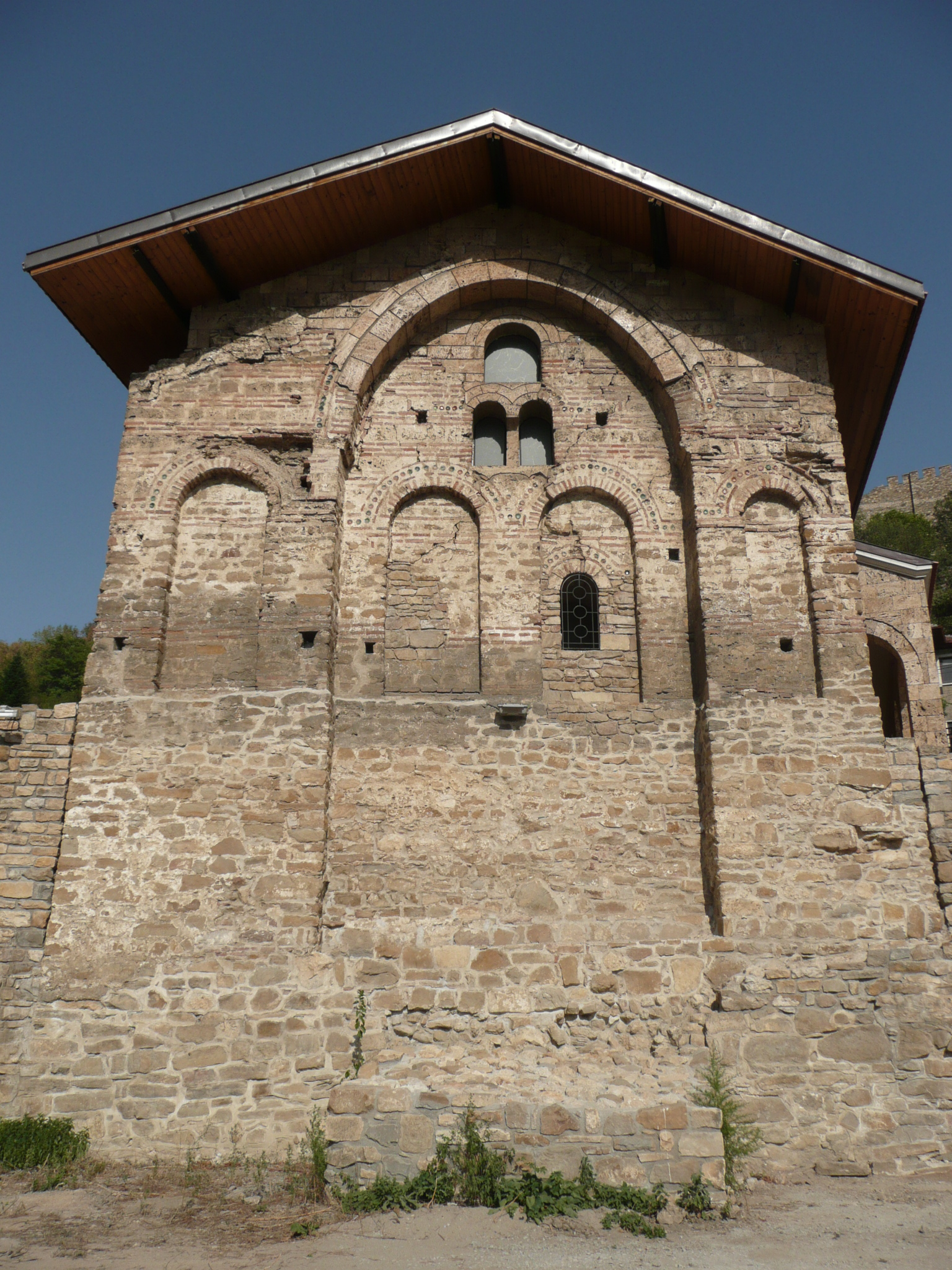
Fachada oeste
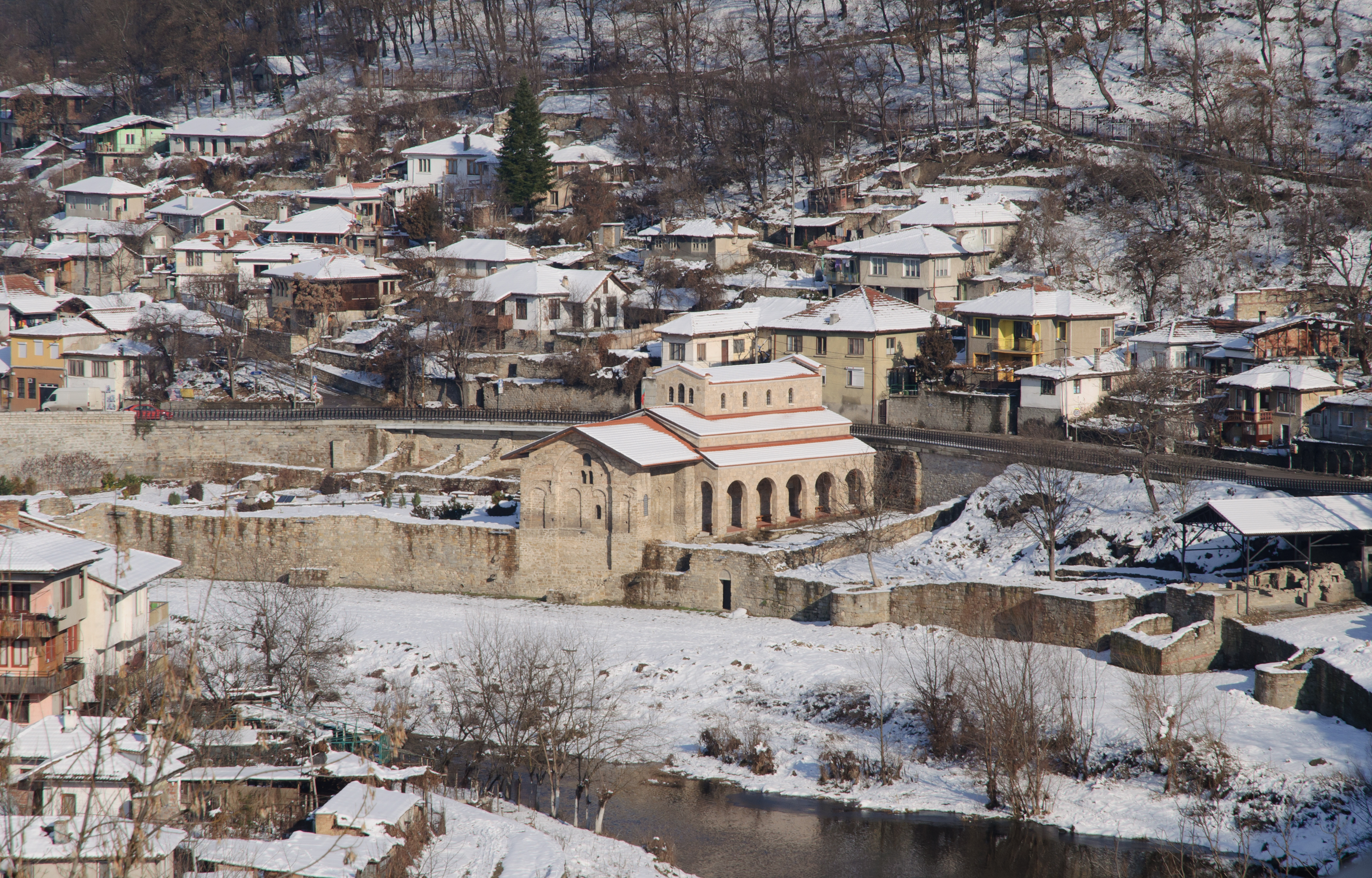
Vista do exterior
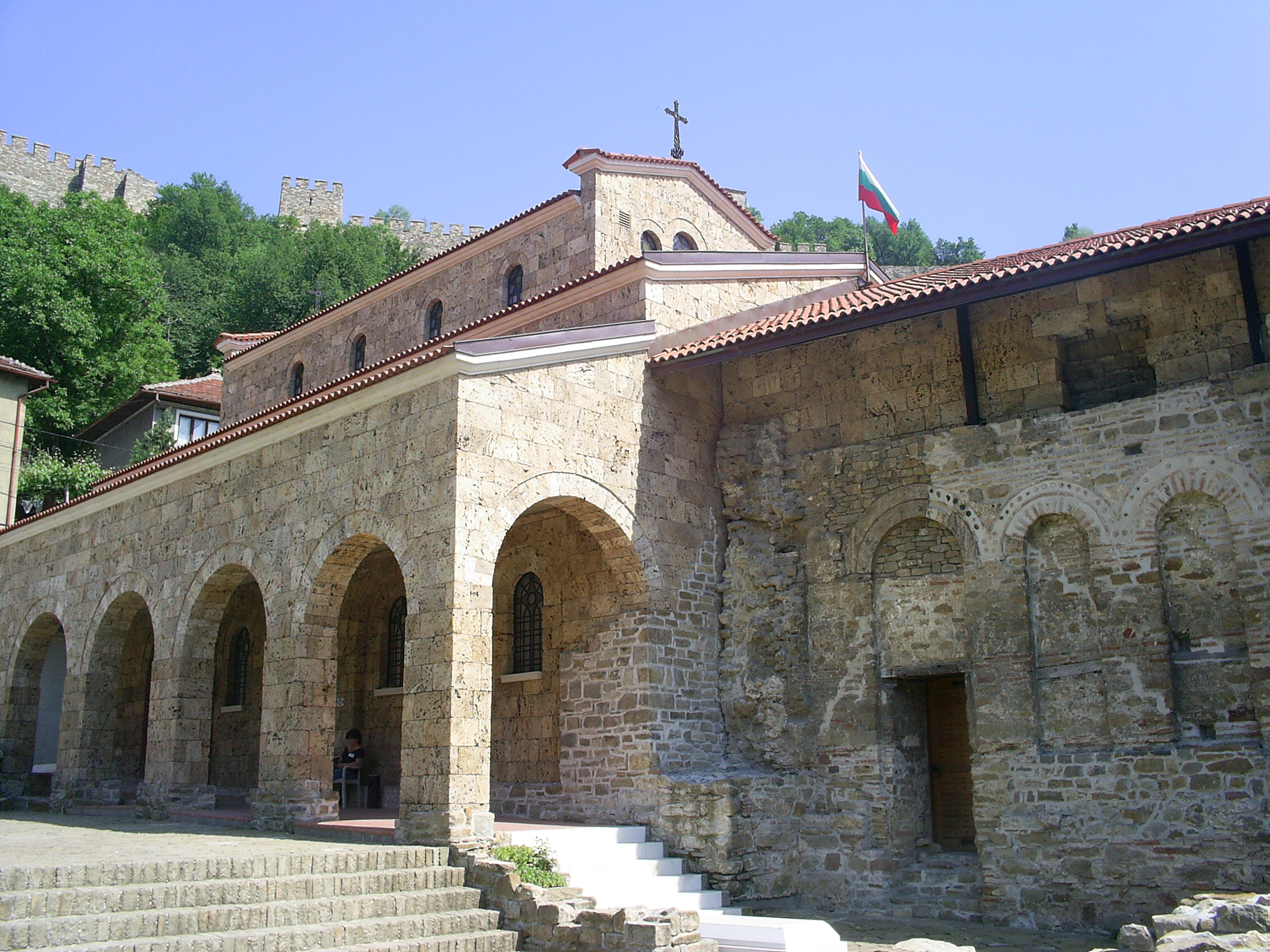
Exterior
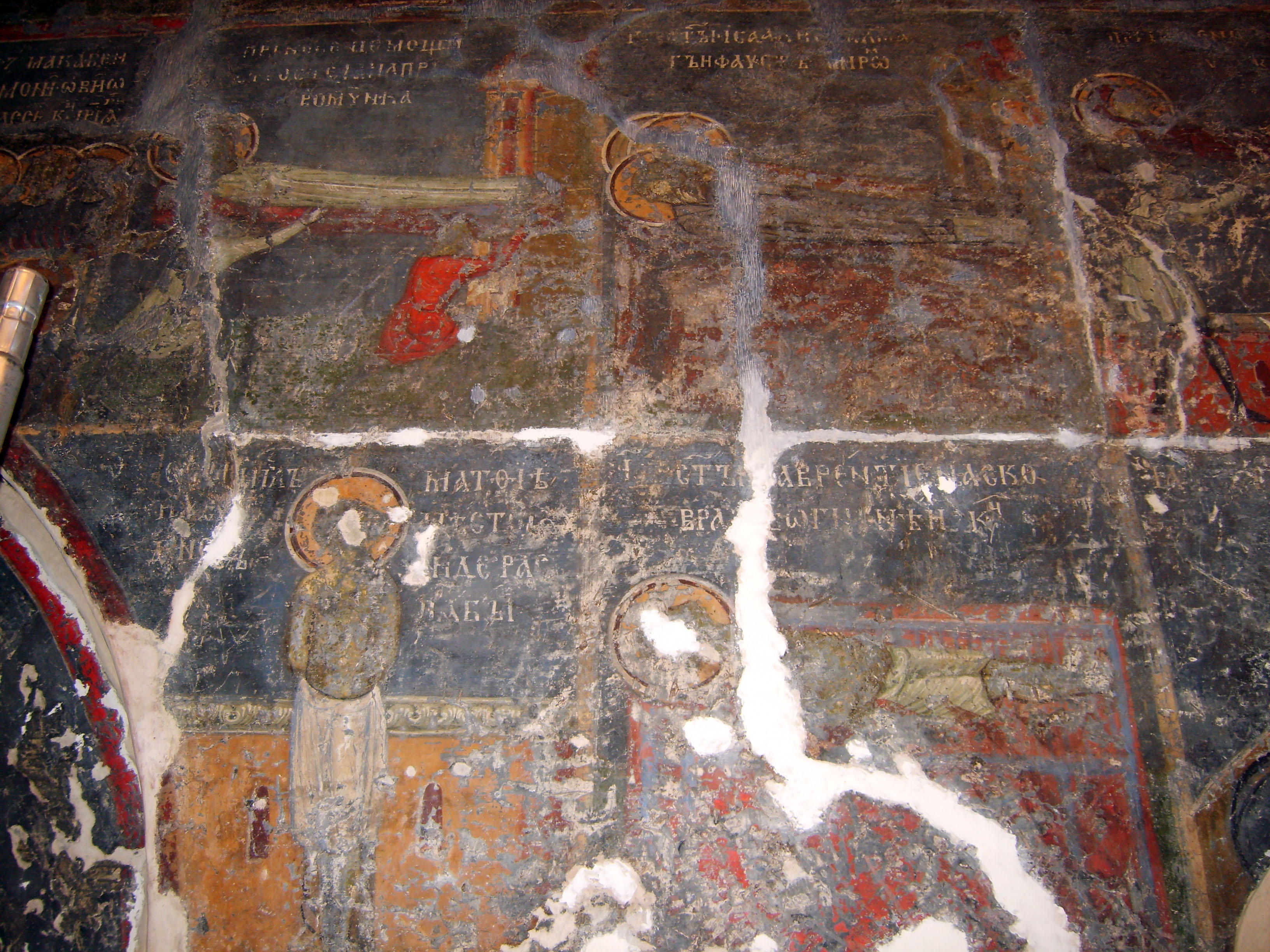
Afrescos no nártex
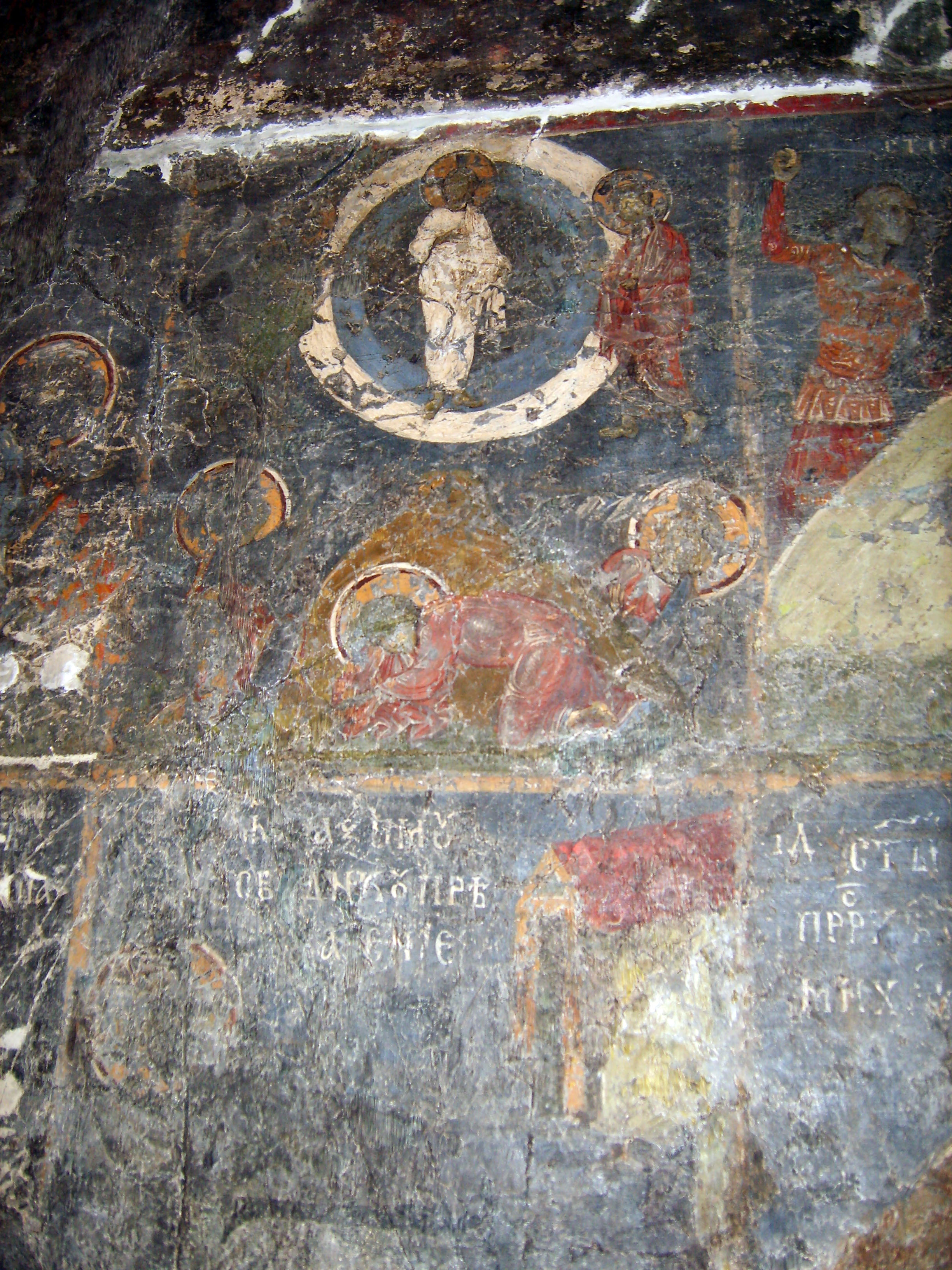
Afrescos no nártex
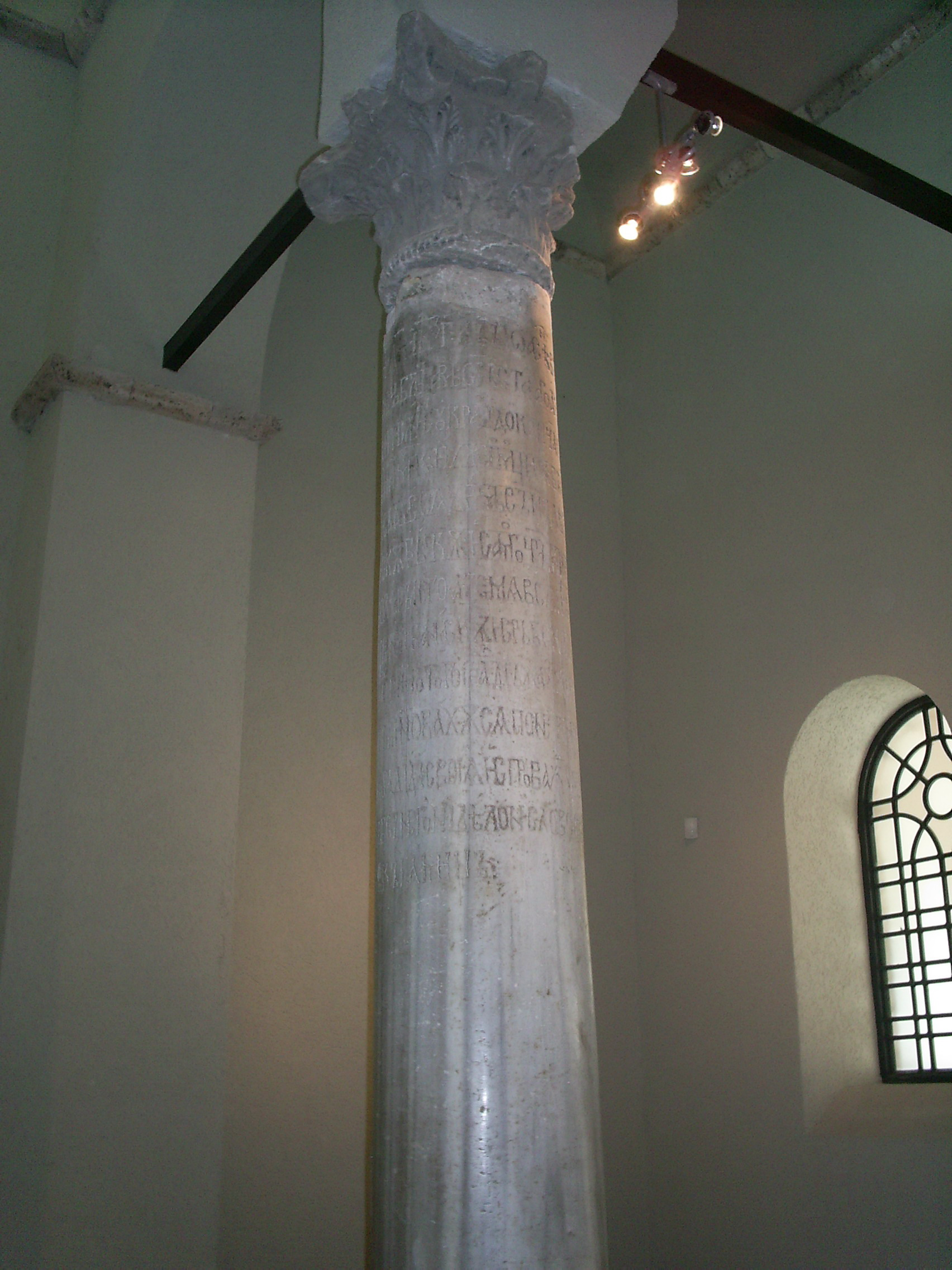
Coluna de João Asen II